# Florian von Stablewski

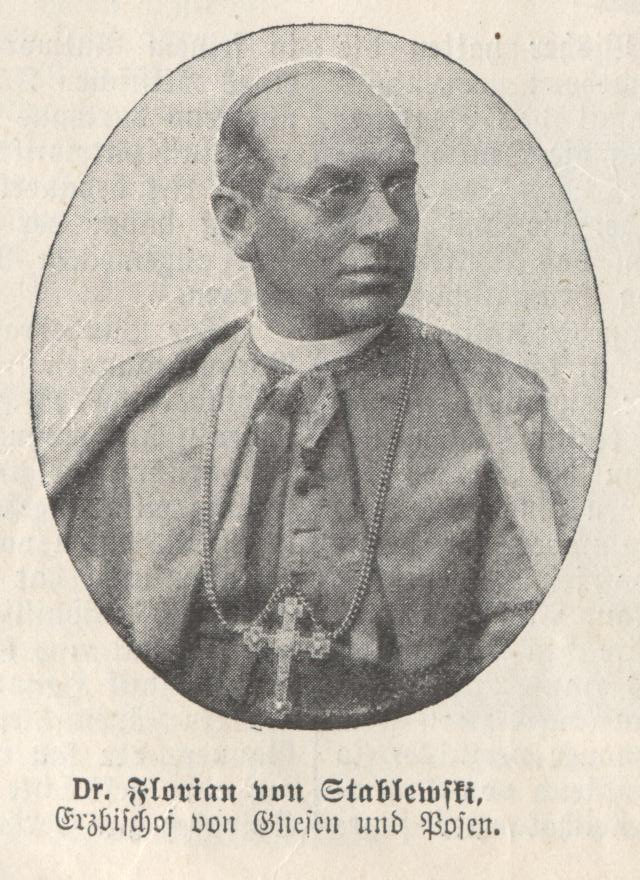
Florian von Stablewski, Erzbischof von Gnesen und Posen

Florian von Stablewski (pl. auch Florian Oksza Stablewski) (* 16. Oktober 1841 in Fraustadt; † 24. November 1906 in Posen, beigesetzt im Posener Dom) war katholischer Priester, führender polnischer Politiker in Preußen, Erzbischof von Gnesen und Posen sowie Primas Poloniae.

## Herkunft und Bildungsweg (1841–1866)
Seine Eltern, Onufrius von Stablewski, Kleinadeliger aus dem alten Geschlecht Oksza, und Emilia geb. Kurowska, ermöglichten ihm eine höhere Schulbildung am Maria-Magdalena-Gymnasium in Posen und am Gymnasium in Tremessen. Im Jahr 1861 legte er sein Abitur ab.
Zwischen 1861 und 1863 absolvierte Stablewski philosophisch-theologische Studien am Geistlichen Seminar in Posen und an der Universität in München. 1866 promovierte er zum Dr. theol. und empfing in Gnesen die Priesterweihe.

## Priester in der Provinz Posen (1866–1876)
Als Vikar war er Seelsorger in Schrimm, wo er auch Religion und Hebräisch am Gymnasium unterrichtete. 1873 verlor er diese Lehrerstelle, weil er sich entsprechend der Anweisung seines Erzbischofs weigerte, den Religionsunterricht für polnische Schüler auf Deutsch zu erteilen. Es war eine Konsequenz des Kulturkampfes (1871–1878) in Preußen, der sein weiteres Leben als Priester und Politiker prägen sollte.
Daraufhin wurde er Propst in Wreschen, wo er neben seinen seelsorglichen Aufgaben als Pfarrer auch gewerbliche Genossenschaften betreute und mitgestaltete. So organisierte er in Śrem die Volksbank (Bank Ludowy) als Kreditverein (Spar- und Darlehnskasse). In dieser Zeit renovierte er auch seine Pfarrkirche.

## Posener Politiker und Abgeordneter im Preußischen Landtag von Berlin (1876–1891)
1876 wurde er im Wahlkreis Schrimm – Schroda – Wreschen in das Abgeordnetenhaus des preußischen Landtags in Berlin gewählt. Dort setzte er sich als Redner der polnischen Fraktion für Polnisch als Unterrichtssprache in den Schulen der Provinz Posen ein und sprach sich anfänglich sogar für die Wiederherstellung Polens in den Grenzen von 1772 (Erste Teilung), was für Preußen den Verlust der Provinzen Posen und Westpreußen bedeutet hätte.
Im Kulturkampf arbeitete seine polnische Fraktion (Kolo Połskie) eng mit dem erstarkenden Zentrum zusammen (bis 1870 Katholische Fraktion), der Partei von Ludwig Windthorst und Paul Majunke, die sich im preußischen Landtag wie im deutschen Reichstag für die Rechte der Kirche im Kaiserreich einsetzten. Sie kämpften gegen die staatlichen Eingriffe unter der Regierung des Reichskanzlers Otto von Bismarck, der von einer nationalliberal-konservativen Mehrheit im Reichstag unterstützt wurde. Deswegen nahmen zahlreiche Kleriker Gefängnis und Exil auf sich, sogar die beiden Erzbischöfe Preußens, Mieczysław Halka Ledóchowski in Posen und Paulus Melchers in Köln. Dem Zentrum warf Bismarck vor, sich mit den „Reichsfeinden“ der Polen, Elsässer, Welfen und Dänen gegen die Regierungspolitik zu verbünden.
Nach der Entlassung Bismarcks durch Kaiser Wilhelm II. wurde Propst Stablewski Ende 1891 unter dem Reichskanzler Leo von Caprivi vom Papst zum Erzbischof von Posen und Gnesen ernannt, mit dem Titel eines „Primas von Polen“, den zu führen ihm die Regierung jedoch untersagte. Er folgte als Pole seinem deutschen Amtsvorgänger Julius Dinder (1886–1890) nach. Dies galt als ein Zugeständnis des preußischen Staates an die Kirche.
Während der Kanzlerschaft Caprivis (1890–1894) verfolgte die preußische Regierung einen Kurs der „Versöhnung“ zwischen Kirche und Staat, insbesondere gegenüber der polnischen Bevölkerung, was ihr die Unterstützung der polnischen Fraktion (Adelspartei) für einige Gesetze im Reichstag sicherte. Andererseits machte die Regierung den Polen nach dem Fortfall einiger Kulturkampfgesetze weitere Zugeständnisse bei Schule, Sprache und genossenschaftlichen Vereinen.

## Adeliger Erzbischof und Sozialbischof unter Wilhelm II. (1891–1906)

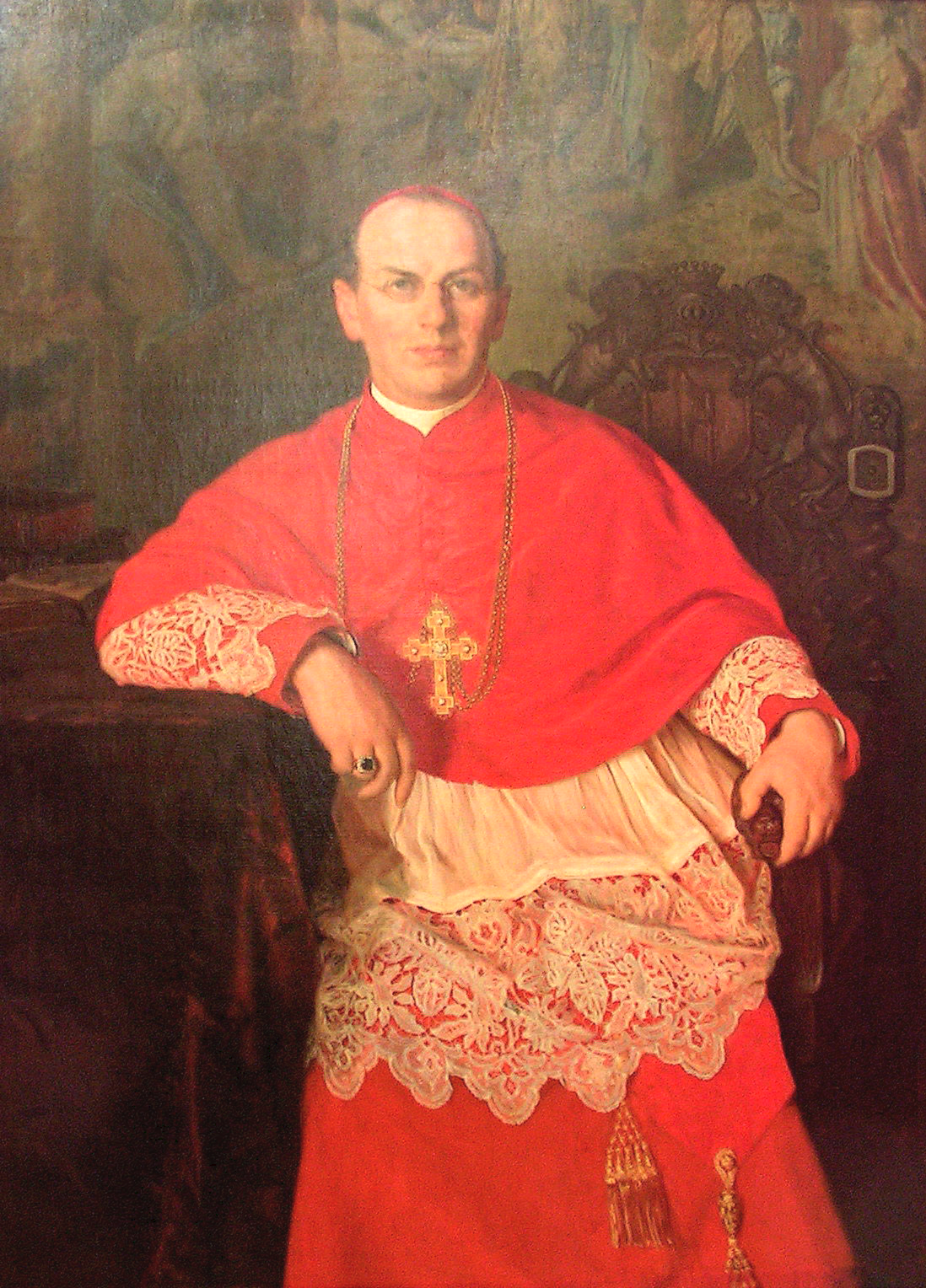
Florian von Stablewski als Primas von Polen im Legatenpurpur (Gemälde von Bolesław Łaszczyński, um 1900)

Als Erzbischof blieb Florian von Stablewski unter den für Katholiken wie Polen weiterhin schwierigen politischen Verhältnissen in Preußen vor allem ein Mann der Kirche. Er renovierte die Dome in Posen und Gnesen, baute das Priesterseminar in Posen aus und sorgte für eine zeitgemäße Ausbildung seiner Priesteramtskandidaten. Auch das Diözesanmuseum erweiterte er. In Posen gründete er die Wochenschrift Przewodnik Katolicki (Katholischer Wegweiser) sowie den Verlag St. Adalbert, der in Polen etliche Filialen eröffnete.
Im Sinne der Sozialenzyklika Rerum novarum von Papst Leo XIII. förderte er nicht nur religiöse, sondern speziell auch die genossenschaftlichen Vereine seiner geistlichen und parlamentarischen Mitstreiter, die primär wirtschaftlichen, sozialen oder kulturellen Zwecken dienten. Für die Polen wurde er dadurch zur führenden Persönlichkeit der katholischen Sozialbewegung (polnisch: "ruch patronacki"). So wirkte er im wilhelminischen Deutschen Reich ein halbes Jahrhundert nach Wilhelm Emmanuel von Ketteler als Sozialbischof.
1894 gründeten einflussreiche Posener Grundbesitzer (von Hansemann, Kennemann, Tiedemann; polnische Abkürzung HKT bzw. „HaKaTa“ gesprochen) den „Verein zur Förderung des Deutschtums in den Ostmarken“ (Ostmarkenverein), um durch den Aufkauf polnischer Güter die Ansiedlung deutscher Bauern voranzutreiben. Das geschah mit staatlicher Unterstützung durch die Königlich Preußische Ansiedlungskommission. Dadurch verschärften sich die nationalen Spannungen erneut. Der Kampf um Sprache, Schule und Boden wurde hartnäckig fortgeführt. Dabei entwickelte sich wider die preußische Eindeutschungspolitik über alle herkömmlichen Standesgrenzen hinweg eine selbstbewusste polnische Gesellschaft.
Bis zur Jahrhundertwende half dem Erzbischof bei seinen Verhandlungen mit den preußischen Behörden ein guter Kontakt zum evangelischen Oberpräsidenten Hugo von Wilamowitz-Moellendorff, einem Posener Landsmann und adeligen Standesgenossen. Dessen landfremde Beamte behandelten als preußische Staatsdiener die Anliegen des Kirchenmannes zwar formal korrekt, aber politisch distanziert. Infolge der fortgesetzten Eindeutschungsmaßnahmen des Kultusministers Konrad Studt (ab 1899) unter dem Reichskanzler Bernhard von Bülow kam es häufiger zu Konflikten der preußischen Schulbehörden mit der polnischen Bevölkerung. Vom Erzbischof erwartete man, dass er seine Geistlichen zur politischen Zurückhaltung verpflichtete, was ihnen ohnehin per Kanzelparagraph gesetzlich abverlangt wurde. Nur gelegentlich konnte er seine Anliegen Wilhelm II. persönlich vortragen.
Auch noch bei den Schulstreiks polnischer Eltern und Schüler, die sich gegen die Verdrängung des muttersprachlichen polnischen Religionsunterrichts aus der Schule richteten (1901 und 1906/7) suchte der Erzbischof den Druck der preußischen Behörden durch Bittschriften an die Regierung abzuschwächen. Immerhin erreichte er, dass polnischer Religionsunterricht neben der Schule in Kirche und Elternhaus behördlich zugelassen blieb. In seinem letzten Hirtenbrief vom 8. Oktober 1906 verkündete er: „Zur Zeit bleibt uns nichts übrig, als in dem gemeinsamen Herzenskummer verbunden, den Religionsunterricht in der Schule durch einen solchen in der Kirche und im Hause zu ergänzen.“
In der Polnischen Frage trat Florian von Stablewski gleichfalls für Kompromisse ein. Als Parlamentarier griff er immer wieder die Beschwerden der Polen gegen die Beeinträchtigung ihrer nationalen Rechte auf, sprach sich aber gleichzeitig für den "Anschluss an Preußen und gegen jede Annäherung an Russland aus.”
Im Gegensatz zum späteren Reichstagsabgeordneten Wojciech Korfanty (ab 1903) befürwortete er nicht die Loslösung Oberschlesiens vom Deutschen Reich. Als preußisch-polnischer Adeliger (Schlachta) bewahrte der Erzbischof eine loyale Einstellung zur preußischen Monarchie.
Trotz seiner Bemühungen um Ausgleich gab es Kritik an ihm von beiden Seiten, von der Berliner Regierung und der ihr nahestehenden Presse einerseits und besonders von eifernden nationalpolnischen Patrioten andererseits, die nicht länger preußische Untertanen oder deutsche Staatsbürger sein wollten, sondern Bürger eines wiedervereinigten Polens, das unabhängig von allen drei Teilungsmächten (Russland, Österreich, Preußen-Deutschland) wieder erstehen sollte.

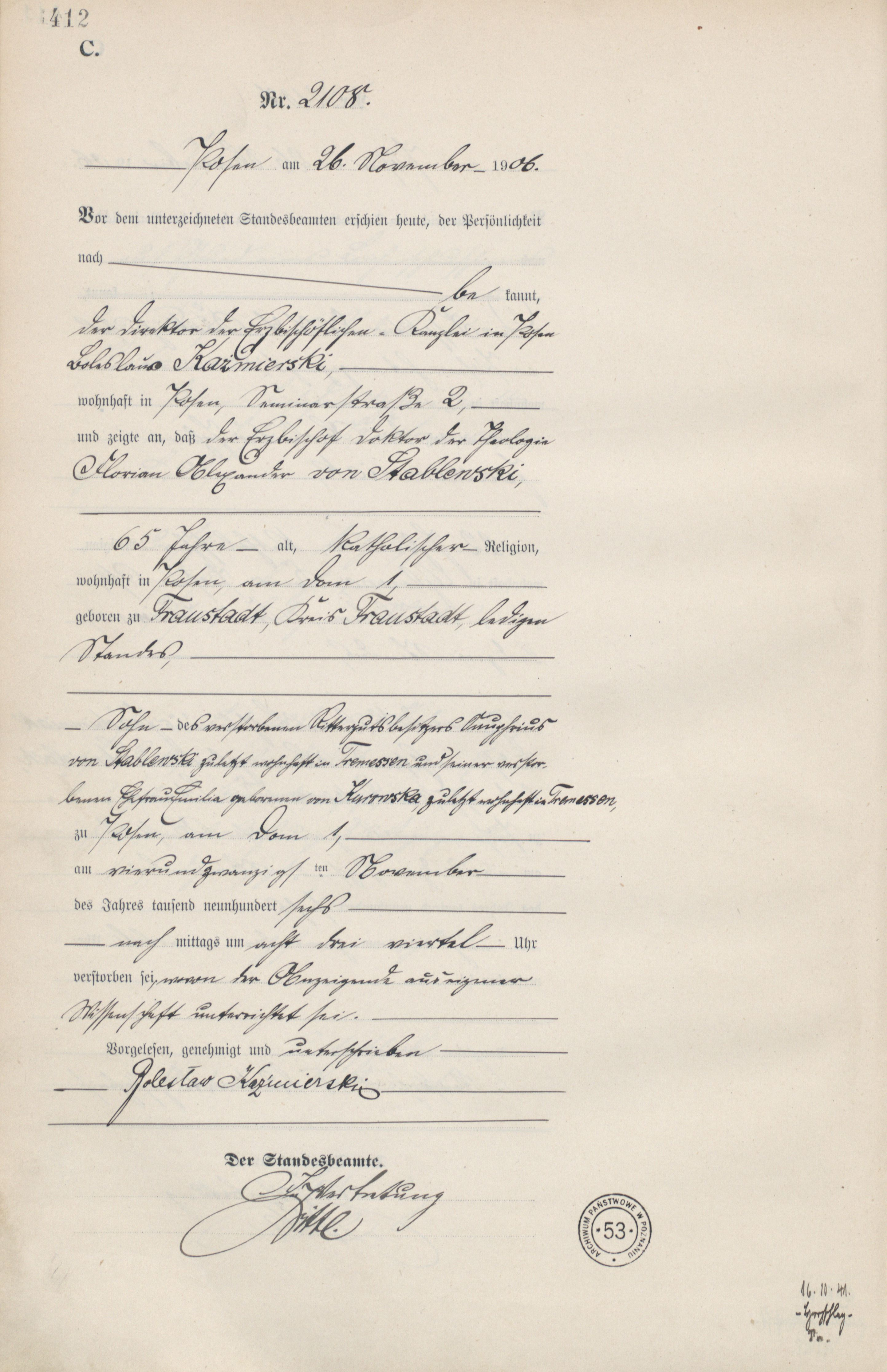
Sterbeurkunde von Florian von Stablewski

Der Erzbischof starb am 24. November 1906. Er wurde neben seinem Vorgänger Julius Dinder beigesetzt. Sein Sarkophag in der Krypta des Posener Domes steht heute zwischen denen seines Vorgängers und seines Nachfolgers.
Der ausgleichende Florian von Stablewski war der letzte Posener Erzbischof der langen Friedenszeit vor dem Ersten Weltkrieg; denn Preußen und der Papst einigten sich erst 1914 auf seinen Weihbischof Edward Likowski als Nachfolger.

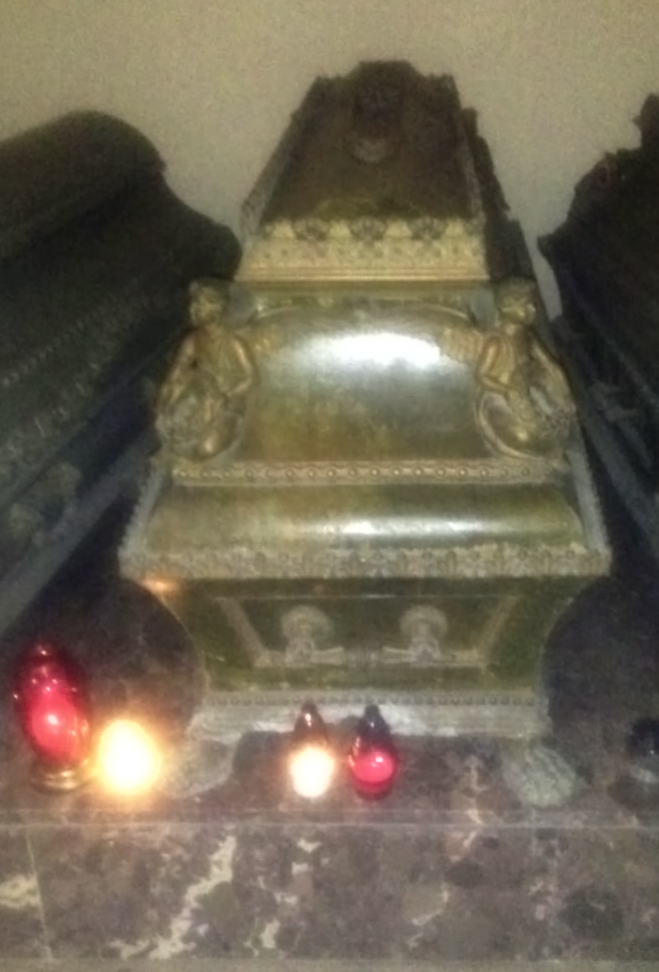
Sarkophag im Posener Dom

## Würdigung der Verdienste des Erzbischofs
Die Frage nach dem Erfolg des Erzbischofs Stablewski beantwortet sein polnischer Biograph, der Kirchenhistoriker Śmigiel, sinngemäß (im Nachwort):
„Die Geschichtsschreibung der kommunistischen Ära behauptet, dass er ein loyalistischer Versöhnungspolitiker gewesen sei, obwohl diese Politik weder auf der Seite der preußischen Regierung noch auf der polnischen Seite die geringsten Chancen gehabt hätte.
Der Erzbischof hat eine Politik der permanenten Interventionen und Proteste geführt; er hat den sich von Jahr zu Jahr vermindernden ‚Besitzstand‘ verteidigt; seine Antwort auf den Druck der politischen Behörden war zwangsläufig die Defensive.
Der Erzbischof konnte schon aus zwei Gründen mit der Regierung nicht brechen:
1. wegen der Konsequenzen auf der kirchlich-religiösen Ebene;
2. aus Gehorsam gegenüber der Instruktion des Apostolischen Stuhls vom Jahre 1902, die ein öffentliches Auftreten, das die Bevölkerung in Unruhe versetzt hätte, nicht wünschte.

Der Erzbischof konnte einerseits nicht mit der Regierung brechen, andererseits aber auch nicht gegen den Willen und die Meinung des Volkes regieren, das in ihm nicht nur einen Hirten, sondern auch einen Staatsmann und Hetman sehen wollte, der effektiv die nationale Bewegung unterstützte. Hier liegt die Wurzel der Spaltung, die zwischen dem Hirten und den Schafen entstanden ist.
Stablewski hat dadurch, dass er sich bis zum Rundschreiben vom 8. Oktober 1906 über die Muttersprache des Religionsunterrichts nicht öffentlich engagierte, tatsächlich dem polnischen Volk einen großen Dienst geleistet.
Dank seiner Tätigkeit und der seines Klerus haben die Polen den ‚Besitzstand‘ verbessert. Der Erzbischof verteidigte die polnische Sprache, stimulierte die Entwicklung der polnischen Presse und förderte das polnische Verlagswesen. Er hat zur Entwicklung der polnischen kirchlichen und gewerblichen Vereine sowie auch der Arbeitervereine beigetragen.
Mit seiner Zustimmung konnten die polnischen Geistlichen Abgeordnete werden und die polnischen Interessen verteidigen. Er organisierte das Jubiläum des hl. Adalbert, das eine große Menge von Polen angezogen hat. Er vergrößerte die Zahl der Geistlichen - Promotoren des Polentums, führte einen neuen Stil der Ausbildung und der Arbeit der Geistlichkeit ein, und zwar in Richtung der sozialen Arbeit. Die verschiedenen sozialen Aktivitäten haben zur Verstärkung der nationalen Aktivitäten beigetragen.“